# 飛鳥浄御原宮

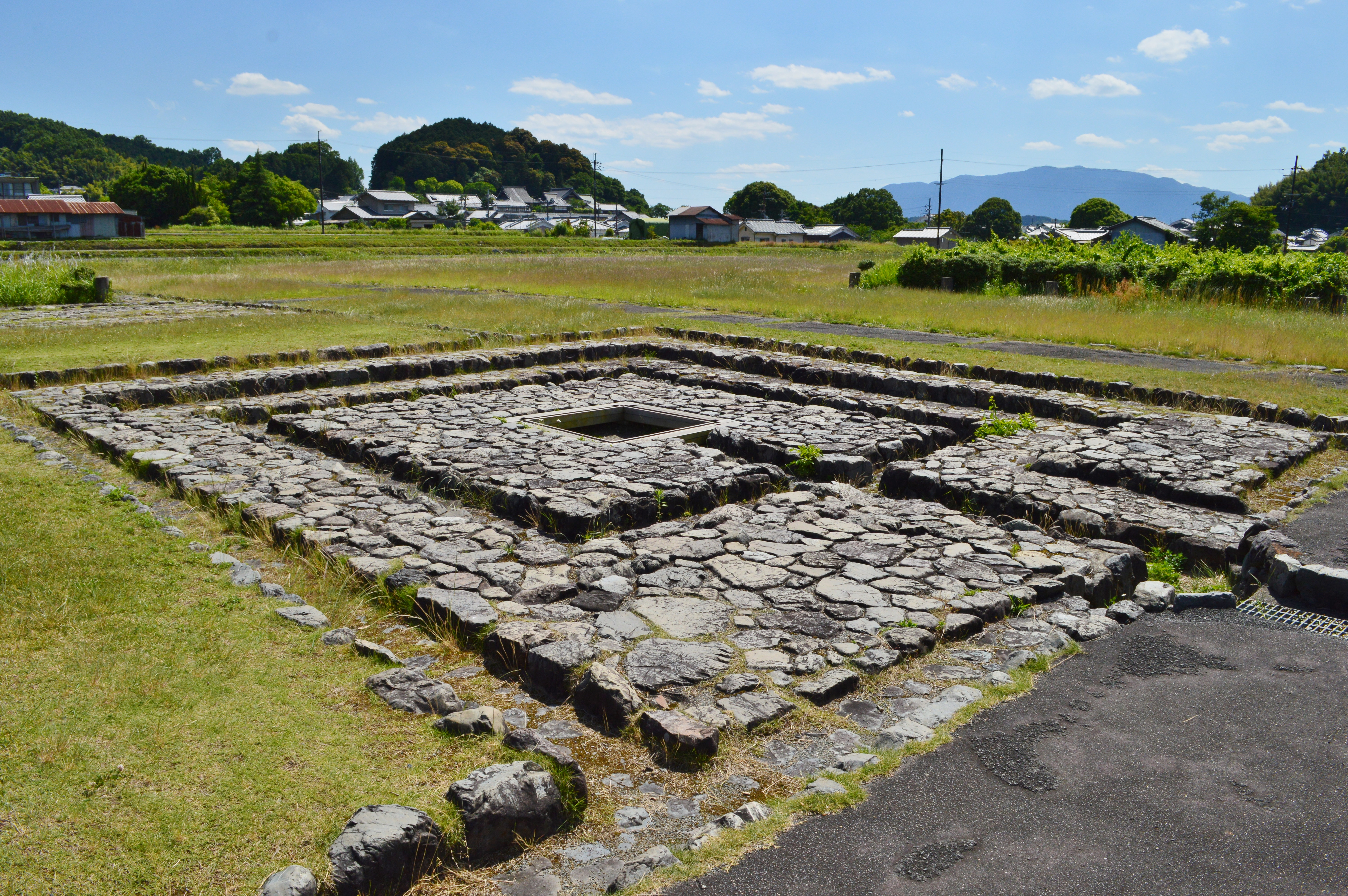
飛鳥宮跡 石敷井戸
（飛鳥浄御原宮期の復元遺構）

飛鳥浄御原宮（あすかのきよみはらのみや、あすかきよみがはらのみや）は、7世紀後半の天皇である天武天皇と持統天皇の2代が営んだ宮。奈良県明日香村飛鳥に伝承地があるが、近年の発掘成果により同村、岡の伝飛鳥板蓋宮跡にあったと考えられるようになっている。飛鳥におかれた正式な王宮（岡本宮・板蓋宮・後岡本宮・浄御原宮）は、飛鳥宮（飛鳥京跡）にすべて所在したと考えられている。

## 解説
『日本書紀』天武天皇元年（672年）是歳の条に、「宮室を岡本宮の南に営る。即冬に、遷りて居します。是を飛鳥浄御原宮と謂ふ」とある。また、朱鳥元年7月20日の条に「元を改めて朱鳥（あかみとり）元年と曰ふ。仍りて宮を名づけて飛鳥浄御原宮（あすかのきよみはらのみや）と曰ふ」とある。これを信じれば、「飛鳥浄御原宮」という宮号は朱鳥元年（686年）に名づけられたことになり、672年冬～686年7月までは、この宮の名がなかったことになる。
飛鳥の諸宮の名は、豊浦宮、小墾田宮、飛鳥岡本宮、後飛鳥岡本宮などで分かるように地名をつけている。異なるのが飛鳥浄御原宮である。「浄御原」は一種の嘉号であり、朱鳥年号とともに、不祥を祓い天皇の病気平癒を願ったものであるという。
大化前代の宮（皇居）は、多く飛鳥地方の中で天皇の代ごとに移っていた。しかし、大化の時に孝徳天皇は難波（なにわ）に長柄豊碕宮（ながらのとよさきのみや）を造り、天智天皇は近江大津宮に移った。
672年の壬申の乱に勝利した大海人皇子が、天智天皇・弘文天皇の都であった近江国（滋賀県）の近江大津宮から飛鳥に都を戻すべく、この宮を造営した。翌673年に大海人がこの宮で天武天皇として即位して以降、天武天皇とその夫人で次の天皇となった持統天皇が、20年以上に渡ってこの宮で律令国家の基礎を築く事業を進めたとされる。694年に藤原宮に遷都され、廃止された。
日本最初の律令である飛鳥浄御原令もここで編纂された。
7世紀に編纂された『日本書紀』から、内安殿など様々な名前をもった殿舎が飛鳥浄御原宮に存在したことが判明している。2004年、飛鳥京跡の発掘を進めていた奈良県立橿原考古学研究所は、大型の高床式建物跡を発見し、飛鳥浄御原宮の「正殿」であったと判断した。宮域は、南北800メートル、東西500メートルくらいの範囲に収まる。